# 1587 en philosophie
Chronologie de la philosophie
- 1583
- 1584
- 1585
- 1586
- 1587
- 1588
- 1589
- 1590
- 1591

L’année 1587 a été marquée, en philosophie, par les événements suivants :

## Publications
- Giordano Bruno : 
  - Delampade combinatoria Lulliana (1587).
  - De progressu et lampade venatoria logicorum (1587).

## Naissances
- Claude Pithoys :  (décédé en 1676 à Sedan) ancien franciscain, converti au protestantisme en 1632, géographe, professeur réputé de philosophie et de droit à l'Académie de Sedan. C'est le prédécesseur de Pierre Bayle.